# Joshua McGuire (attore)
Joshua McGuire (Warwick, 10 aprile 1987) è un attore britannico.

## Biografia
Nato e cresciuto a Warwick, Joshua McGuire ha studiato recitazione alla Royal Academy of Dramatic Art. Dopo la fine degli studi, McGuire è tornato a recitare e, pur apparendo in numerosi film e serie televisive, ha ottenuto i suoi successi maggiori sulle scene. Nel 2010 ha recitato nella prima del dramma Posh al Royal Court Theatre, mentre l'anno successivo ha interpretato l'eponimo principe di Danimarca nell'Amleto in scena al Shakespeare's Globe. Nel 2012 ha recitato ne Il magistrato in scena al National Theatre, mentre nel 2014 ha interpretato Mozart in un allestimento di Amadeus a Chichester accanto al Salieri di Rupert Everett. Sempre nel 2014 ha recitato con James McAvoy ne La classe dirigente ai Trafalgar Studios, mentre nel 2017 è stato co-protagonista con Daniel Radcliffe del revival di Rosencrantz e Guildenstern sono morti all'Old Vic.

## Filmografia

### Cinema
- Questione di tempo (About Time), regia di Richard Curtis (2013)
- Turner (Mr. Turner), regia di Mike Leigh (2014)
- S.O.S. Natale (Get Santa), regia di Christopher Smith (2014)
- Cenerentola (Cinderella), regia di Kenneth Branagh (2015)
- Artemis Fowl, regia di Kenneth Branagh (2020)
- Il ritratto del duca (The Duke), regia di Roger Michell (2020)
- Saltburn, regia di Emerald Fennell (2023)
- Blitz, regia di Steve McQueen (2024)

### Televisione
- EastEnders: E20 – serial TV, 3 puntate (2010)
- Doctors – serial TV, 1 puntata (2010)
- Misfits – serie TV, 1 episodio (2010)
- The Hour – serie TV, 6 episodi (2011-2013)
- The Bleak Old Shop of Stuff – serie TV, 1 episodio (2011)
- Appunti di un giovane medico (A Young Doctor's Notebook) – serie TV, 1 episodio (2012)
- You, Me & Them – serie TV, 3 episodi (2014)
- Siblings – serie TV, 2 episodi (2014-2016)
- Lovesick – serie TV, 10 episodi (2014-2018)
- Love, Nina – serie TV, 5 episodi (2016)
- Industry – serie TV, 2 episodi (2020)
- Cheaters – serie TV, 18 episodi (2022)
- Anatomia di uno scandalo (Anatomy of a Scandal) – serie TV, 5 episodi (2022)
- L'uomo che cadde sulla Terra (The Man Who Fell to Earth) – serie TV, episodi 1x05-1x06 (2022)
- The Gentlemen – serie TV, 2 episodi (2024)

## Teatro
- Re Giovanni di William Shakespeare, regia di Gregory Doran. Royal Shakespeare Theatre di Stratford-upon-Avon (2001)
- Posh di Laura Wade, regia di Lyndsey Turner, con Kit Harington. Royal Court Theatre (2010) e Duke of York's Theatre di Londra (2012)
- Amleto di William Shakespeare, regia di Dominic Dromgoole. Shakespeare's Globe di Londra (2011)
- Il magistrato di Arthur Wing Pinero, regia di Timothy Sheader, con John Lithgow. National Theatre di Londra (2012)
- Privacy di James Graham, regia di Josie Rourke. Donmar Warehouse di Londra (2014)
- Amadeus di Peter Shaffer, regia di Jonathan Church, con Rupert Everett. Chichester Theatre Festival di Chichester (2014)
- La classe dirigente di Peter Barnes, regia di Jamie Lloyd, con James McAvoy. Trafalgar Studios di Londra (2014)
- Future Conditional di Tamsin Oglesby, regia di Matthew Warchus. Old Vic di Londra (2017)
- Rosencrantz e Guildenstern sono morti di Tom Stoppard, regia di David Leveaux, con Daniel Radcliffe. Old Vic di Londra (2017)
- I'm Not Running di David Hare, regia di Neil Armfield. National Theatre di Londra (2018)

## Doppiatori italiani
Nelle versioni in italiano delle opere in cui ha recitato, Joshua McGuire è stato doppiato da:
- Emiliano Reggente in Lovesick, Artemis Fowl, The Gentlemen
- Flavio Aquilone in Turner
- Fabrizio Vidale in Anatomia di uno scandalo
- Davide Perino ne L'uomo che cadde sulla Terra
- Enrico Chirico in Blitz